# Лаский уезд
Лаский уезд — административная единица в составе Петроковской губернии Российской империи, существовавшая c 1837 года по 1919 год. Административный центр — город Ласк.

## История
Уезд образован в 1837 году в составе Мазовецкой губерний. С 1844 года — в составе Варшавской губернии, с 1867 года — во вновь образованной Петроковской губернии. В 1919 году преобразован в Ласкский повят Лодзинского воеводства Польши.

## Население
По переписи 1897 года население уезда составляло 117 685 человек, в том числе в городе Ласк — 4229 жит., в безуездном городе Пабианице — 26 765 жит.

### Национальный состав
Национальный состав по переписи 1897 года:
- поляки — 87 379 чел. (74,2 %),
- немцы — 14 481 чел. (12,3 %),
- евреи — 12 678 чел. (10,8 %),
- чехи — 2807 чел. (2,4 %),

## Административное деление
В 1913 году в состав уезда входило 18 гмин: 
| - Балуч — с. Балуч, - Бучек — с. Бучек, - Видзев — с. Видзев, - Водзерады — с. Водзерады, - Воля-Венжикова — с. Сендзеевице, - Выгелзов — с. Выгелзов, - Вымыслов — с. Добронь, - Гурка-Пабиянска — ф. Пабианице, - Дзбанки — пос. Щерцов, | - Длутов — с. Длутов, - Домброва-Видавска — пос. Видава, - Домброва-Русецка — с. Домброва-Русецка, - Заполице — с. Заполице, - Зелев — с. Зелев, - Ласк — с. Утрата, - Лютомирск — пос. Лютомирск, - Прушков — с. Прушков, - Хоцив — с. Рестаржев. |